# Basel
Basel (izg. [bázəl]; francosko Bâle [bɑl]; italijansko Basilea [baziˈlɛːa]) je mesto v severozahodni Švici ob reki Ren, blizu švicarsko-francosko-nemške tromeje. Je tretje največje mesto v Švici (za Zürichom in Ženevo) s približno 180.000 prebivalci oziroma drugo v nemškojezičnem delu države. Mestna aglomeracija šteje več kot pol milijona ljudi, metropolitansko območje mesta pa preko 800.000  Uradni jezik Basla je švicarska različica standardne nemščine, glavni govorni jezik pa je lokalno baselsko narečje le-te. 
Basel običajno velja za kulturno prestolnico Švice. Znan je po številnih muzejih, od Kunstmuseuma, prve umetniške zbirke (1661) in največjega umetniškega muzeja v Švici do Fondation Beyeler (s sedežem v Riehenu) in muzeja Sodobne umetnosti, prvi javni muzej sodobne umetnosti v Evropi. Štirideset muzejev je razporejenih po celotnem kantonu, zaradi česar je Basel eno največjih kulturnih središč glede na svojo velikost in število prebivalcev v Evropi.
Univerza v Baslu, najstarejša švicarska univerza (ustanovljena leta 1460), in večstoletna zavzetost mesta za humanizem sta iz Basla naredili varno zavetje v času političnih nemirov v drugih delih Evrope za tako ugledne ljudi, kot je bil Erazem Rotterdamski, družina Holbein, Friedrich Nietzsche, v 20. stoletju pa tudi Hermann Hesse in Karl Jaspers.
Basel je bil sedež knezoškofije od 11. stoletja, Švicarski konfederaciji pa se je pridružil leta 1501. Mesto je bilo od renesanse trgovsko središče in pomembno kulturno središče ter postalo središče kemijske in farmacevtske industrije industrije v 20. stoletju. Leta 1897 je Theodor Herzl Basel izbral za kraj prvega svetovnega sionističnega kongresa, skupaj je bil kongres tam desetkrat v obdobju 50 let, več kot kjer koli drugje. V mestu je tudi svetovni sedež Banke za mednarodne poravnave. Ime mesta je mednarodno znano po institucijah, kot so Basel Accords, Art Basel in FC Basel.
Leta 2019 je podjetje Mercer skupaj z Zürichom in Ženevo, Basel uvrstil med deset najbolj živahnih mest na svetu.

## Zgodovina

### Zgodnja zgodovina
Obstajajo sledovi naselja na bližnjem renskem kolenu iz zgodnjega latenskega obdobja (5. stoletje pred našim štetjem). V 2. stoletju pred našim štetjem je obstajala vas Raurici na mestu Basel-Gasfabrik (severozahodno od starega mesta in verjetno enaka mestu Arialbinnum, ki je bilo omenjeno na Tabula Peutingeriana). Neutrjeno naselje je bilo v 1. stoletju pred našim štetjem opuščeno v korist oppiduma na mestu Baselskega Münstra, verjetno kot odziv na rimsko invazijo Galije.
V rimski Galiji je bila Augusta Raurica približno 20 km oddaljena od Basla kot regionalno upravno središče, medtem ko je bil na mestu keltskega oppiduma zgrajen kastrum (utrjeno taborišče). Leta 83 n. št. je bilo območje vključeno v rimsko provinco Gornja Germanija. Rimski nadzor nad območjem se je v 3. stoletju poslabšal in Basel je postal postojanka Provincia Maxima Sequanorum, ki jo je oblikoval Dioklecijan. Basilia je bila prvič poimenovana kot del rimskih vojaških utrdb ob Renu v poznem 4. stoletju.
Germanska konfederacija Alemanov je v 4. stoletju večkrat poskušala prečkati Ren, vendar so jo odbili; en tak dogodek je bila bitka pri Soliciniju (368). Vendar se zdi, da so v veliki invaziji leta 406 Alemani prečkali reko Ren, osvojili in nato naselili današnjo Alzacijo in velik del Mittellanda (švicarske planote).
Vojvodstvo Alemanija je v 6. stoletju padlo pod frankovsko oblast. Alemansko in frankovsko naselje Basel je v 6. in 7. stoletju postopoma zraslo okoli starega rimskega gradu. Zdi se, da je Basel v 7. stoletju presegel starodavno glavno mesto Augusta Raurica. Na podlagi dokazov o zlatem tremissis (majhen zlatnik v vrednosti tretjine solidusa) z napisom Basilia fit se zdi, da je Basel v 7. stoletju koval svoje kovance.
Basel je bil v tem času del nadškofije Besançon. V 8. stoletju je bila ustanovljena ločena škofija v Baslu, ki je nadomestila škofijo Augusta Raurica. Pod škofom Haitom (vladal 806–823) je bila na mestu rimskega gradu zgrajena prva stolnica (nadomeščena z romansko zgradbo, posvečeno leta 1019).
Ob razdelitvi Karolinškega cesarstva je Basel najprej dobilo Zahodnofrankovsko kraljestvo, a je z Mersenskim sporazumom iz leta 870 prešel v Vzhodnofrankovsko državo. Madžari so Basel leta 917 uničili. Obnovljeno mesto je postalo del Zgornje Burgundije in kot tak je bil leta 1032 vključen v Sveto rimsko cesarstvo.

### Knezoškof Basla
Od donacije Rudolfa III. Burgundskega opatije Moutier-Grandval in vsega njenega premoženja škofu Adalberu II. iz Metza leta 999 do reformacije so v Baslu vladali knezoškofi.
Leta 1019 se je začela gradnja stolnice v Baslu (znana kot Münster) pod vodstvom Henrika II., Svetega rimskega cesarja.
V 11. do 12. stoletju je Basel postopoma pridobival značilnosti srednjeveškega mesta. Glavna tržnica je prvič omenjena leta 1091. Prvo mestno obzidje je bilo zgrajeno okoli leta 1100 (z izboljšavami sredi 13. in poznega 14. stoletja). Mestni svet plemičev in meščanov je zabeležen za leto 1185, prvi župan Heinrich Steinlin iz Murbacha pa za leto 1253. Prvi most čez Ren je bil zgrajen leta 1225 pod škofom Heinrichom von Thunom (na lokaciji sodobnega Srednjega mostu) in od tega časa se je naselje Kleinbasel postopoma oblikovalo okoli mosta na skrajnem bregu reke. Most je v veliki meri financirala judovska skupnost Basla, ki se je tam naselila stoletje prej. Dolga stoletja je imel Basel edini stalni most čez reko »med Bodenskim jezerom in morjem«. Prvi mestni ceh so bili krznarji, ustanovljen leta 1226. V 13. stoletju je bilo ustanovljenih približno petnajst cehov, kar je odražalo vse večjo gospodarsko blaginjo mesta. Križarska vojna leta 1267 se je odpravila iz Basla.
Politični konflikti med škofi in meščani se začnejo sredi 13. stoletja in se nadaljujejo skozi 14. stoletje. Konec 14. stoletja je bilo mesto za vse praktične namene samostojno, čeprav je škofom še naprej nominalno obljubljalo vernost. Habsburžani so poskušali pridobiti nadzor nad mestom. Niso bili uspešni, je pa povzročilo politični razkol med baselskimi meščani na prohabsburško frakcijo, znano kot Sterner in protihabsburško frakcijo, Psitticher.
Črna smrt je v Basel prišla leta 1348. Za to so krivili Jude, približno 50 do 70 Judov je bilo usmrčenih na grmadi 16. januarja 1349 v tako imenovanem pokolu v Baslu. Potres v Baslu leta 1356 je uničil večino mesta skupaj s številnimi gradovi v bližini.
Upor 26. februarja 1376, znan kot Böse Fasnacht, je privedel do umora več mož Leopolda III.. To je veljalo za resno kršitev miru, mestni svet pa je za to obtožil tujce in usmrtil dvanajst domnevnih storilcev. Leopold je kljub temu dal mesto pod cesarsko prepoved (nemško Reichsacht), v pogodbi z dne 9. julija pa je Basel dobil visoko globo in bil pod nadzorom Habsburžanov. Da se je Basel leta 1385 osvobodil habsburške hegemonije, se je pridružil Švabski ligi mest, številni vitezi prohabsburške frakcije, skupaj s samim vojvodo Leopoldom, pa so naslednje leto umrli v bitki pri Sempachu. Formalna pogodba s Habsburžani je bila sklenjena leta 1393.
Basel se je dejansko osamosvojil tako od škofa kot od Habsburžanov in je lahko okoli leta 1400 svobodno vodil svojo politiko teritorialne širitve.
Edinstvena predstavitev škofovske palice kot heraldičnega znaka v grbu Basla se prvič pojavi v obliki pozlačene lesene palice v 12. stoletju. Je neznanega izvora ali pomena (izven očitnega statusa škofovske palice), vendar naj bi predstavljal relikvijo, ki jo je mogoče pripisati svetemu Germanu iz Granfeldna. Ta palica (znana kot Baselstab) je postala simbol, ki predstavlja baselsko škofijo, upodobljeno v škofovskih pečatih poznega srednjeveškega obdobja. V heraldičnem kontekstu je predstavljena v začetku 14. stoletja, še ne kot heraldični znak, temveč kot nekakšen heraldični dosežek ob boku škofovskih heraldičnih grbov. Palica je zastopana tudi v škofovskih pečatih tega obdobja. Uporaba Baselstaba v črni kot grba mesta je bila uvedena leta 1385. Od tega časa je Baselstab v rdeči barvi predstavljal škofa, enak znak v črni pa mesto. Blazon občinskega grba je In Silber ein schwarzer Baselstab (Črna palica Basla v srebrni barvi).
Leta 1412 (ali prej) je bila ustanovljena znana Gasthof zum Goldenen Sternen. Basel je postal osrednja točka zahodnega krščanstva med koncilom v Baslu iz 15. stoletja (1431–1449), vključno z izvolitvijo 1439 protipapeža Feliksa V. Leta 1459 je papež Pij II. obdaril univerzo v Baslu, kjer sta pozneje poučevala ugledna Erazem Rotterdamski in Paracelsus. Hkrati so vajenci Johanna Gutenberga v Baslu predstavili novo tiskarsko obrt.
Založbo Schwabe je leta 1488 ustanovil Johannes Petri in je najstarejša založba, ki še posluje. Johann Froben je vodil svojo tiskarno in bil znan po objavljanju Erazmovih del. Leta 1495 je bil Basel vključen v zgornjerenski cesarski krog; škof iz Basla je bil dodan v Klop cerkvenih knezov cesarskega Reichstaga. Leta 1500 je bila končana gradnja baselskega Münstra. Svet je pod nadvlado cehov je pojasnil, da bodo odslej zvestobo dali le Švicarski konfederaciji, nad čemer se je škof, a zaman, pritoževal.

### Kot član Švicarske konfederacije
Mesto je med švabsko vojno leta 1499 ostalo nevtralno, čeprav so ga vojaki z obeh strani oropali. Baselska pogodba je leta 1499 končala vojno in švicarskim konfederalcem odobrila oprostitve davkov in jurisdikcije cesarja Maksimilijana, kar je Švico dejansko ločilo od Svetega rimskega cesarstva.
9. junija 1501 se je Basel pridružil Švicarski konfederaciji kot njen enajsti kanton. To je bil edini kanton, ki je bil zaprošen za pridružitev, ne obratno. Basel je imel strateško lokacijo, dobre odnose s Strasbourgom in Mulhouseom ter nadzor uvoza koruze iz Alzacije, medtem ko so bile švicarske dežele prenaseljene in so imele malo sredstev. Določba Listine o sprejemu Basla je zahtevala, da mora v konfliktih med drugimi kantoni ostati nevtralen in ponuditi svoje storitve za mediacijo.
Leta 1503 je novi škof Christoph von Utenheim zavrnil dati Baslu novo ustavo; nato pa je mesto, da bi pokazalo svojo moč, začelo graditi novo mestno hišo.
Leta 1529 je mesto pod Oecolampadiusom postalo protestantsko, škofov sedež pa je bil preseljen v Porrentruy. Škofova palica je bila ohranjena kot mestni grb. V prihodnjih stoletjih je peščica bogatih družin, imenovanih Daig, igrala ključno vlogo v mestnih zadevah, saj so se postopoma uveljavile kot dejanska mestna aristokracija.
Prva izdaja Christianae religiosis institutio (Instituti krščanske religije - velika predstavitev kalvinističnega nauka Jeana Calvina) je bila objavljena v Baslu marca 1536. 
Leta 1544 je Johann von Brugge, bogati nizozemski protestantski begunec, dobil državljanstvo in živel ugledno do svoje smrti leta 1556, nato pa bil pokopan s častmi. Njegovo telo so ekshumirali in zažgali na grmadi leta 1559, potem ko je bilo ugotovljeno, da je bil anabaptist David Joris.
Leta 1543 je Andreas Vesalius (1514–1564) v Baslu izdal in natisnil De humani corporis fabrica, prvo knjigo o človeški anatomiji.
Obstajajo znaki, da je Joachim Meyer, avtor vplivnega besedila borilnih veščin iz 16. stoletja Kunst des Fechten (Umetnost mečevanja), prišel iz Basla. Leta 1662 je bil v Baslu ustanovljen Amerbaschsches Kabinett kot prvi javni umetniški muzej. Njegova zbirka je postala jedro kasnejšega Baselskega muzeja umetnosti.
Družina Bernoulli, ki je vključevala pomembne matematike iz 17. in 18. stoletja, kot so Jakob Bernoulli, Johann Bernoulli in Daniel Bernoulli, je bila iz Basla. Matematik Leonhard Euler iz 18. stoletja se je rodil v Baslu in je študiral pri Johannu Bernoulliju.

### Sodobna zgodovina
Leta 1792 je bila ustanovljena Republika Rauracia, revolucionarna francoska sestrska republika. Trajala je do leta 1793. Po treh letih politične agitacije in kratki državljanski vojni leta 1833 se je prikrajšano podeželje odcepilo v ločen kanton Basel-Landschaft, preostanek pa je postal kanton Basel-Stadt.
3. julija 1874 je prvi švicarski živalski vrt Zoo Basel odprl svoja vrata na jugu mesta proti Binningenu.
Leta 1897 je bil v Baslu prvi svetovni sionistični kongres. Svetovni sionistični kongres je bil v Baslu desetkrat, več kot v katerem koli drugem mestu na svetu.
16. novembra 1938 je psihedelično zdravilo LSD prvič sintetiziral švicarski kemik Albert Hofmann v laboratorijih Sandoz v Baslu.
Leta 1967 je prebivalstvo Basla glasovalo za nakup treh umetniških del slikarja Pabla Picassa, ki so bila zaradi finančne krize družine lastnika v nevarnosti, da jih bodo prodali in odpeljali iz lokalnega muzeja umetnosti. Zato je Basel postal prvo mesto na svetu, kjer se je prebivalstvo politične skupnosti demokratično odločilo za nakup umetniških del za javni zavod. Pablo Picasso je bila tako ganjen, da je mesto nato obdaril z dodatnimi tremi slikami.

### Basel kot zgodovinsko mesto mednarodnih srečanj
Basel je bil pogosto kraj mirovnih pogajanj in drugih mednarodnih srečanj. Baselska pogodba (1499) je končala švabsko vojno. Dve leti kasneje se je Basel pridružil Švicarski konfederaciji. Baselski mir leta 1795 med Francosko republiko in Prusijo ter Španijo je končal vojno prve koalicije proti Franciji med francoskimi revolucionarnimi vojnami. V novejšem času je Svetovna sionistična organizacija v Baslu izvedla svoj prvi kongres od 29. avgusta do 31. avgusta 1897. Zaradi balkanskih vojn je (socialistična) Druga internacionala leta 1912 v Baslu organizirala izredni kongres. Leta 1989 je bila Baselska konvencija odprta za podpis s ciljem preprečiti trgovcem s toksičnimi proizvodi prevoz nevarnih odpadkov med industrijskimi državami in državami v razvoju.

## Ime
Ime Basel je kot Basilia prvič zapisano v 3. stoletju (237/8), takrat se nanaša na rimski oppidum. To ime se večinoma razlaga kot izhajajoče iz osebnega imena Basilius, iz toponimne vile Basilia ('posestvo Basilius') ali podobno.
Drugi predlog izhaja iz imena Basilia, potrjenega v severni Franciji kot razvoj bazilike, izraza za javno ali cerkveno zgradbo (kot v Bazeillesu), vendar se vsa ta imena nanašajo na zgodnje cerkvene zgradbe 4. ali 5. stoletja in jih ni mogoče uporabiti za potrditev Basilie iz 3. stoletja.
S priljubljeno etimologijo ali preprosto asonanco se bazilika tesno poveže z mestom, uporablja se kot heraldični zagovornik od leta 1448, zastopan na kovancih, ki jih je kovalo mesto in jih pogosto najdemo v ornamentih.
Srednjefrancoska oblika Basle je bila v uporabi še v 18. stoletju, vendar ga je postopoma nadomestil sodobni francoski črkopis Bâle.

## Geografija
Basel leži na stičišču švicarske, francoske in nemške meje in ima predmestja tudi v Franciji in Nemčiji. Od leta 2016 je bila švicarska aglomeracija Basel tretja največja v Švici s 541.000 prebivalci v 74 občinah v Švici (štetje občin od leta 2018). Pobuda Trinational Eurodistrict Basel (TEB) iz 62 primestnih občin, vključno z občinami v sosednjih državah, je leta 2007 štela 829.000 prebivalcev. Basel je najbolj gosto naseljeno mesto v Švici.
Basel ima od leta 2009 23,91 kvadratnega kilometra površine. Od tega se 0,95 km² ali 4,0 % porabi za kmetijske namene, medtem ko je 0,88 km² ali 3,7 % gozdnih. Od ostalega zemljišča je 20,67 km² ali 86,4 % pozidanih (zgradbe ali ceste), 1,45 km² ali 6,1 % pa je bodisi rek ali jezer.
Od pozidanih površin so industrijske stavbe predstavljale 10,2 % celotne površine, stanovanja in zgradbe pa 40,7 %, prometna infrastruktura pa 24,0 %. Električna in vodna infrastruktura ter druga posebej razvita območja so predstavljala 2,7 % površine, parki, zeleni pasovi in športna igrišča pa 8,9 %. 2,5 % kmetijskih zemljišč se uporablja za gojenje poljščin, 1,3 % pa pašniki. Vsa voda v občini je tekoča.

### Podnebje
Po Köppnu ima Basel celinsko oceansko podnebje pod vplivom celine (Köppen: Cfb), zaradi razmeroma oddaljene celinske lege. Mesto ima letno povprečno 120,4 dni dežja ali snega in v povprečju prejme 842 mm padavin. Najbolj vlažen mesec je maj, v tem času Basel prejme povprečno 99 mm dežja. Tudi mesec z največ dnevi padavin je maj, v povprečju je 12,4 dni. Najbolj suh mesec v letu je februar s povprečno 45 mm padavin v 8,4 dneh.

### Mestne četrti
Mesto je razdeljeno na 19 četrti.
| Četrt               | ha     | Četrt               | ha      |
| ------------------- | ------ | ------------------- | ------- |
| Altstadt Grossbasel | 37,63  | Altstadt Kleinbasel | 24,21   |
| Vorstädte           | 89,66  | Clara               | 23,66   |
| Am Ring             | 90,98  | Wettstein           | 75,44   |
| Breite              | 68,39  | Hirzbrunnen         | 305,32  |
| St. Alban           | 294,46 | Rosental            | 64,33   |
| Gundeldingen        | 123,19 | Mattäus             | 59,14   |
| Bruderholz          | 259,61 | Klybeck             | 91,19   |
| Bachletten          | 151,39 | Kleinhüningen       | 136,11  |
| Gotthelf            | 46,62  | Basel               | 2275,05 |
| Iselin              | 109,82 | Riehen              | 1086,10 |
| St. Johann          | 223,90 | Bettingen           | 222,69  |
|                     |        | Kanton Basel-Stadt  | 3583,84 |

## Gospodarstvo
Mesto Basel je eno najbolj dinamičnih gospodarskih regij Švice.
Od leta 2016 je bila v Baslu stopnja brezposelnosti 3,7 %. Od leta 2018 je bilo v sekundarnem sektorju zaposlenih 19,3 % delovno aktivnega prebivalstva, v terciarnem pa 80,6 %. V občini je bilo 82.449 prebivalcev, ki so bili zaposleni v določeni vlogi, od tega so ženske predstavljale 46,2 % delovne sile.
Stolp Roche, ki so ga zasnovali Herzog & de Meuron, je visok 41 nadstropij in visok 178 metrov, po odprtju leta 2015 je postal najvišja stavba v Švici. Basel ima tudi tretjo najvišjo stavbo v Švici (Basler Messeturm, 105 m) in najvišji švicarski stolp (TV stolp St. Chrischona, 250 m.

### Kemična industrija
Švicarska kemična industrija deluje večinoma iz Basla, Basel pa ima tudi veliko farmacevtsko industrijo. Tam imajo sedež Novartis, Syngenta, Ciba Specialty Chemicals, Clariant, Hoffmann-La Roche, Basilea Pharmaceutica in Actelion. Farmacevtski izdelki in posebne kemikalije so postali sodobni fokus mestne industrijske proizvodnje

## Univerze
Basel gosti najstarejšo švicarsko univerzo v Baslu, ki je iz leta 1460. Tam so delali Erazem Rotterdamski, Paracelsus, Daniel Bernoulli, Leonhard Euler, Jacob Burckhardt, Friedrich Nietzsche, Tadeusz Reichstein, Karl Jaspers, Carl Gustav Jung in Karl Barth. Univerza v Baslu je trenutno uvrščena med 90 najboljših izobraževalnih ustanov po vsem svetu.
Leta 2007 je ETH Zürich (Švicarski zvezni tehnološki inštitut Zürich) v Baslu ustanovil Oddelek za znanost in inženiring biosistemov (D-BSSE). Ustanovitev D-BSSE je vodila švicarska raziskovalna pobuda SystemsX, skupaj pa so jo podprli s sredstvi ETH Zürich, švicarske vlade, švicarske univerzitetne konference (SUC) in zasebne industrije.
Basel gosti tudi več akademij Fachhochschule Nordwestschweiz | Fachhochschule NW (FHNW): FHNW Akademija za umetnost in oblikovanje, FHNW Akademija za glasbo in FHNW School of Business.
Basel je znan po različnih znanstvenih društvih, kot je Entomološko društvo (Entomologische Gesellschaft Basel, EGB), ki je leta 2005 praznovalo stoto obletnico.

## Znamenitosti
Baselski Münster iz rdečega peščenjaka, ena najpomembnejših poznoromanskih / zgodnjegotskih stavb na Zgornjem Porenju, je bila močno poškodovana v velikem potresu leta 1356, obnovljena v 14. in 15. stoletju, v veliki meri rekonstruirana sredi 19. stoletja in nadalje obnovljen konec 20. stoletja. V cerkvi je spomenik Erazmu Rotterdamskem. Mestna hiša iz 16. stoletja se nahaja na Trgu in je okrašena z lepimi freskami na zunanjih stenah in na stenah notranjega dvora.
Basel gosti tudi vrsto stavb mednarodno priznanih arhitektov. Mednje spada Fundacija Beyeler Renza Piana ali kompleks Vitra v bližnjem Weil am Rheinu, ki ga sestavljajo stavbe arhitektov, kot so Zaha Hadid (gasilski dom), Frank Gehry (Muzej oblikovanja), Álvaro Siza Vieira (tovarniška stavba) in Tadao Ando (konferenčni center). V Baslu so tudi zgradbe Maria Botte (muzej Jean Tinguely in mednarodna naselja Bank) ter Herzog & de Meuron (katerih arhitekturna praksa je v Baslu in so najbolj znani kot arhitekti Tate Modern v Londonu in Ptičje gnezdo v Pekingu, olimpijski stadion, ki je bil zasnovan za uporabo na poletnih olimpijskih igrah in paraolimpijskih igrah 2008). Mesto je leta 1996 prejelo nagrado Wakker, švicarskega društva za dediščino švicarski občini za razvoj in ohranjanje njene arhitekturne dediščine.

#### Dediščina
Basel ima številne spomenike državne kulturne dediščine (‘’Švicarski seznam kulturnih dobrin nacionalnega in regionalnega pomena’’).
Sem spadajo celotno staro mestno jedro Basla ter naslednje zgradbe in zbirke:
Cerkve in samostani
Starokatoliška ‘’Prediger Kirche’’ (cerkev), Škofova palača s kolegijsko cerkvijo, ‘’Domhof’’ na Münsterplatzu, nekdanja kartuzijanska hiša sv. Margarethental, katoliška cerkev sv. Antona, Lohnhof (nekdanja avguštinska kolegijska cerkev), Misijon 21, arhiv Evangelisches Missionswerk Basel, Baselski Münster (stolnica), reformirana Elisabethenkirche, reformirana Johanneskirche, reformirana Leonhardskirche (nekdanja avguštinska opatija), reformirana Martinskirche, reformirana Pauluskirche, reformirana cerkev Petersk, reformirana St. Albankirche s samostanom in pokopališčem, reformirana Theodorskirche, sinagoga.
Posvetne stavbe
Badischer Bahnhof (nemška železniška postaja Baden) s fontano, Banka za mednarodne poravnave, Reichensteinerhof, Bruderholzschule, Brunschwiler Haus, Bahnhof Basel SBB (postaja švicarske železnice), Bürgerspital (bolnišnica), kavarna Spitz (Merianflügel), centralni arhiv podjetja Coop Schweiz, Arhiv Archäologischen Bodenforschung des Kanton Basel-Stadt, nekdanja galicijska papirnica in švicarski muzej papirja, nekdanja Klingental-Kaserne (kasarna) s Klingentaler Kirche (cerkev), Fasnachtsbrunnen (vodnjak), Rathaus (mestna hiša), in druge.
Arheološka najdišča
Keltsko naselje v Gasfabriku, Münsterhüglu in Altstadtu (zgodovinsko mesto, poznolatenska in srednjeveška naselbina).
Muzeji, arhivi in zbirke
Basel se imenuje kulturna prestolnica Švice.[92]
Med drugim obstajajo Anatomski muzej univerze v Baslu, Berri-Villen in Muzej antične umetnosti Basel in zbirka Ludwig, nekdanja cerkev frančiškanskega bosonogega reda in zgodovinski muzej v Baslu, arhiv podjetja Novartis, Haus zum Kirschgarten, ki je del Zgodovinskega muzeja, zgodovinski arhiv Roche in industrijski kompleks Hoffmann-La Roche, judovski muzej Švice, muzej karikatur in risank Basel, arhiv Karl Barth, Muzej umetnosti v Baslu in drugi

## Znani prebivalci
- Lucij Munacij Plank (ok. 87 - okoli 15 pr. n. št. ), ustanovitelj mesta
- Joachim Meyer (c. 1537?-1571), pisatelj
- Jakob Bernoulli I. (1654-1705), matematik
- Johann Bernoulli I. (1667-1748), matematik
- Daniel Bernoulli (1700-1782) matematik
- Leonhard Euler (1707-1783), matematik
- Jakob Emanuel Handmann (1718-1781), slikar
- Johann Peter Hebel (1760-1826), pisatelj in pesnik
- Jacob Burckhardt (1818-1897), profesor zgodovine, teologije in filozofije
- Karl Barth (1886-1968), protestantski teolog
- Peter Birkhäuser (1911-1976), slikar
- Arthur Cohn (1927- ), filmski producent (dobil 6 Oskarjev)
- Roger Federer (1981- ), tenisač
- Katy French (1983-2007), model
- Frithjof Schuon (1907-1998), filozof
- Albert Hofmann (1906-2008), kemik

## Mednarodne povezave

### Pobratena mesta
Basel je pobraten z:
- Šanghaj, Kitajska, od 2007
- državo Massachusetts, od 2002
- Miami Beach, ZDA, od 2011

### Partnersko mesto
- Rotterdam, Nizozemska, od 1945[30]

## Galerija
- St. Alban Gate
- Mestna hiša
- Protestantska stolnica
- Gemsberg
- Univerza (od 1460)
- Barfüsserplatz
- Münsterplatz
- Wettsteinbrücke
- Globalni sedež Banke za mednarodne poravnave
- Haus zum Kirschgarten
- Spalentor